# 贺近恪
贺近恪（1919年—？），男，河南巩县人，中国林产化学专家，曾任中国林业科学研究院林产化学工业研究所所长、研究员。